# 小坂健介
小坂 健介（こさか けんすけ、1933年10月27日 - 2021年12月10日）は、日本の経営者。信濃毎日新聞社社長を務めた。

## 来歴・人物
長野県長野市出身。1957年に慶應義塾大学法学部を卒業し、同年に朝日新聞社に入社した。1964年に信濃毎日新聞社に転じ、1965年に取締役に就任し、1971年に常務、1982年に専務を経て、1988年に副社長に就任し、1993年3月には社長に昇格。2011年3月には取締役相談役に就任。共同通信社理事、日本新聞協会理事も務めた。また長野テレメッセージ社長も務めている。
2012年11月に旭日重光章を受章した。
2021年12月10日、心不全のために死去。88歳没。